# Randolph Hombach
Randolph Hombach (* 28. November 1943) ist ein ehemaliger deutscher Boxer. Er war deutscher Meister der Berufsboxer.

## Leben
Hombach kämpfte im September 1969 erstmals als Berufsboxer. Als in zehn Kämpfen unbesiegter Herausforderer sicherte er sich Mitte November 1972 in seiner Heimatstadt Offenbach den deutschen Meistertitel im Superweltergewicht (auch Junior-Mittelgewicht genannt), indem er Rainer Müller bezwang.
Im Mai 1973 verteidigte der Offenbacher in Wiesbaden seinen Meistertitel im Superweltergewicht, sein Gegner war Frank Reiche. Hombach gewann, der Sieg war jedoch umstritten. Im Folgemonat ereilte ihn seine erste Niederlage, als er in Basel dem Schweizer Max Hebeisen unterlag. Im September 1973 besiegte er in Hamburg Klaus-Peter Tombers durch Abbruch in der elften Runde, nachdem er seinen Gegner dreimal zu Boden geschlagen hatte. In der neunten Runde war Hombach selbst nach einem Schlag seines Gegners auf die Bretter gegangen. Überschattet wurde der Kampf vom Tod von Tombers’ Trainer Alwin Hühnke, der in der sechsten Runde an Herzversagen starb. Zu seinem letzten Kampf als Berufsboxer trat Hombach Anfang April 1975 an, als er gegen Frank Reiche durch Abbruch in der dritten Runde verlor.
Sein Zwillingsbruder Kurt war ebenfalls deutscher Meister im Boxen. Die Hombach-Brüder wurden von Walter Fischer als Trainer betreut.